# محمدسعید اردوبادی

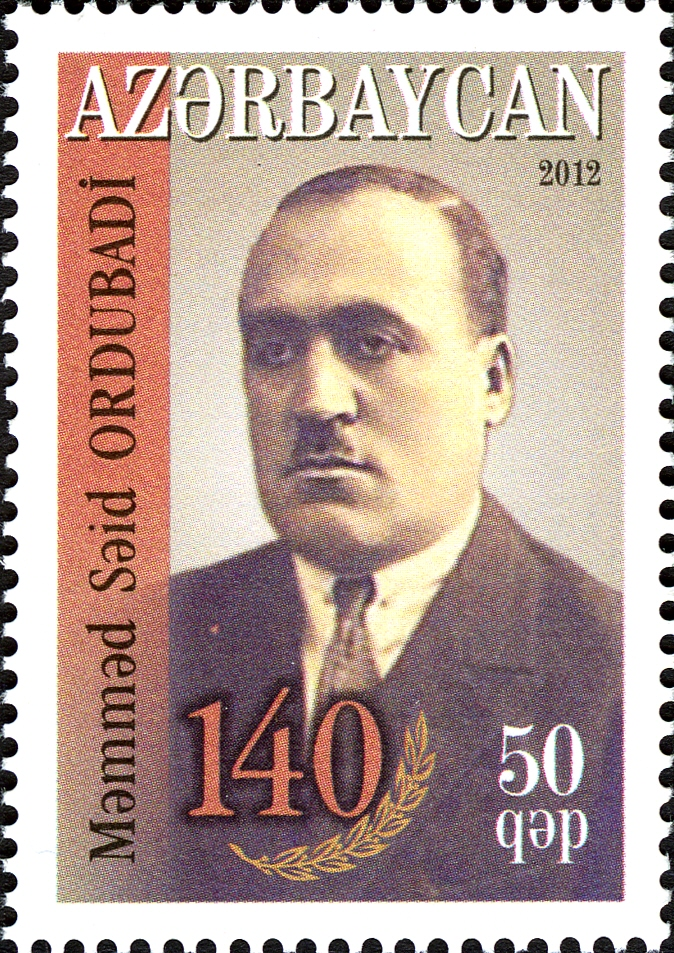
تصویر محمدسعید اردوبادی بر روی تمبر پستی آذربایجان

محمدسعید اردوبادی (به ترکی آذربایجانی: Məmməd Səid Ordubadi) فرزند حاجی‌آقا (۱۸ مه/۲۴ مارس ۱۸۷۲، اردوباد - ۱ مه ۱۹۵۰، باکو) نویسنده، شاعر، روزنامه‌نگار و نمایش‌نامه‌نویس اهل جمهوری آذربایجان بود.

## زندگی
پدر وی حاجی‌آقا متخلص به فقیر نخستین آموزگار و الهام‌بخش اشعار محمدسعید بوده‌است. او همراه با پدرش در مجالس‌های شعر و ادبیات ترکی شرکت می‌کرد و از همان دوران کودکی علاقهٔ بسیاری به ادبیات ترکی نشان داده و تمامی اشعار خوانده‌شده در مجالس شعر را حفظ می‌کرد.

## فعالیت ادبی
نخستین شعر وی در ۱۳ ژوئن سال ۱۹۰۳ میلادی در ستون ادبیات روزنامه «روس شرق» چاپ شد. پس از سه سال تلاش در سال ۱۹۰۶ میلادی نخستین کتاب شعر وی با عنوان «غفلت» و یک سال بعد دومین کتابش با عنوان «وطن و حریت» در تفلیس چاپ‌شد. وی در این کتاب‌ها بر عوامل اجتماعی عقب‌ماندگی و جهل مردم اشاره می‌کند.
اردوبادی از نخستین روزهای تأسیس روزنامه ملانصرالدین با آن نشریه همکاری می‌کرد. او همچنین با نشریات طنز دیگر نیز با تخلص «هردم خیال» همکاری داشت.
وی اولین رمان خود را با نام «بدبخت میلیون‌چو، یاخود رضاقولوخان فرنگی‌مآب» در سال‌های ۱۹۰۷–۱۹۰۹ نوشت که در سال ۱۹۱۴ منتشر شد. او در این کتاب زندگی مردم را در تبریز و مناظر طبیعی شهر را به‌طور گسترده‌ای به تصویر می‌کشد.
وی در دوران جمهوری سوسیالیستی آذربایجان شوروی، در تأسیس مطبوعات، رادیو و تئاتر همکاری داشت.

## آثار
از محمدسعید اردوبادی در حدود ۶۰۰۰ اثر شامل بیش از ۴۰۰۰ اثر طنز و شعر، بیش از ۱۸۰۰ مقاله و نیز تعدادی نمایشنامه و رمان بر جا مانده‌است که در میان آن‌ها رمان «دومانلی تبریز» (۱۹۳۳–۱۹۴۸) نقش برجسته‌ای دارد. این رمان که وقایع آذربایجان ایران در انقلاب مشروطه سال‌های ۱۹۰۷–۱۹۱۷ را به تصویر می‌کشد، اولین رمان تاریخی آذربایجان به‌شمار می‌رود.
از دیگر آثار وی می‌توان به موارد زیر اشاره کرد:

### شعر
- غفلت (۱۹۰۶)
- وطن و حریت (۱۹۰۷)
- شعرلر
- منیم شعرلریم
- آنالیق
- لنینه
- کهنه آداملار
- کند آل-ورچیسی
- اکتبر انقلابی
- آذربایجاندا انقلاب
- دمیرچی کاوه

### رمان
- ایکی چوجوقون اروپا سیاحتی (۱۹۰۸)
- بدبخت میلیون‌چو، یاخود رضاقولوخان فرنگی‌مآب (۱۹۱۴)
- دومانلی تبریز (۱۹۳۳–۱۹۴۸)
- دؤیوشن شهر (۱۹۳۶)
- گیزلی باکی (۱۹۴۰)
- قلینچ و قلم (۱۹۴۷)
- دنیا دگیشیر

### نمایش‌نامه‌ها
- باغ شاه، یاخود تهران فاجعه‌سی (۱۹۱۰)
- اندلیس‌ین سون گون‌لری (۱۹۱۴)
- تیمورلنگ و ایلدریم بایزید
- دینچیلر
- سئوگیلر
- مارال
- بودا بیر معجزه
- بویوک قورولوشدا

### اپرا و کمدی موزیکال
- کوراوغلو
- نرگس
- صفا
- نظامی
- بئش ماناتلیق گلین
- اوره‌ک چالانلار

### ترجمه‌ها
- باغچه‌سرای فونتانی - پوشکین
- بوریس گودونوف - پوشکین
- یئنی صاباح - م. آکوپیان

## نمونه آثار
محمدسعید اردوبادی در کتاب «وطن و حریت» با به تصویر کشیدن تعدادی از قهرمانان قدیمی بخصوص قهرمانان تاریخ قفقاز مردم را به جانفشانی در راه وطن فرا می‌خواند. او در این اشعار کسانی را که در راه تحقق اهداف و آزادی وطن و مردم جان داده‌اند و خون‌ها ریخته‌اند، قهرمان شمرده‌است. در شعر «لقمانین وصیتی» او مردم را به مبارزه فرامی‌خواند و می‌گوید که برای رسیدن به آزادی وحدت لازم است:
| اگر فرزند وطنی، در راهش جانت را فداکن             |
| اگر جان ندهی، انسان نیستی و از زاغ و زغن هم کمتری |
| ای تو که برای وطنت تلاش می‌کنی                     |
| احسنت! تو مایه مباهات ملت هستی                    |
| هر موجودی بایستی حمیت داشته باشد                  |
| غیرت ملی باید برای انسان‌ها فریضه باشد…            |

| باش وئر وطن اوغروندا گر ابنای وطن سن      |
| باش وئرمه‌سن، انسان نه‌کی، وار زاغ و زغن سن |
| ای اول کیشی، سن کی وطن آلامی چکن سن       |
| احسن سنه، سن ملته نزهتلی چمن سن           |
| اولسون گرک هر فردی یارانمیشدا حمیت        |
| اینسانلارا فرض اولمالیدیر غیرت-میلت…      |

| Baş ver vətən uğrunda gər əbnayi vətənsən!   |
| Baş verməsən insan nə ki, var zaqü zəgənsən! |
| Ey ol kişi sən ki, vətən alamı çəkənsən!     |
| Əhsən sənə sən millətə nəzhətli çəmənsən!    |
| Olsun gərək hər fərdi-yaranmışda həmiyyət,   |
| İnsanlara fərz olmalıdır qeyrəti-millət...   |

«قلینچ و قلم» آخرین رمان تاریخی محمدسعید اردوبادی است. این اثر که به وقایع آذربایجان در قرن ۱۲ام می‌پردازد سرشار از ابتکارات بدیع و قوی نویسنده است.
| ترجمه فارسی | متن اصلی به زبان ترکی آذربایجانی |
| --- | --- |
| سنگ‌های رود گنجه زلف‌های طلایی آفتاب بهاری را با هیجان بسیار شنا می‌دادند. ابرهای پنبه‌ای بهاری برای آرایش گونه‌های سرخ گل محمدی آماده می‌شدند. طبیعت لطیف ماد شمالی در حال اتمام دوختن دامن سبز و گلدار برای باغچه‌ها بود… | Gəncə çayının coşqun ləpələri bahar günəşinin qızıl saçlarını böyük bir həyəcanla çimdirməyə başlamışdı. Bahar fəzasına məxsus pənbə buludlar mayıs gülünün qırmızı yanaqlarını kirşanlamağa hazırlanırdı. Şimalı Midiyanın lətif təbiət bağçaların boyuna biçdiyi yaşıl və çiçəkli donu tikib, bitirmək üzərə idi... |